# Lê Văn Chiểu
Lê Văn Chiểu (sinh ngày 15 tháng 5 năm 1926 - mất ngày 19 tháng 6 năm 2020), là một sĩ quan cấp cao trong Quân đội nhân dân Việt Nam, hàm Thiếu tướng, Phó Giáo sư, là người Việt Nam đầu tiên sang Liên Xô học về Vũ khí, nguyên Hiệu phó Trường Đại học Kỹ thuật Quân sự, Phó Tư lệnh Kỹ thuật Đặc khu Quảng Ninh, Phó Chủ nhiệm Tổng cục Kỹ thuật, Phó Chủ nhiệm Tổng cục Công nghiệp Quốc phòng.

## Thân thế và sự nghiệp
Ông sinh ngày 15 tháng 5 năm 1926, nguyên quán tại huyện Thọ Xuân, tỉnh Thanh Hóa, sinh ra và lớn lên tại Phú Nhân thuộc thành nội Huế, lúc còn nhỏ học tiểu học tại Trường Paul Bert, rồi trung học tại Trường Tư thục Thuận Hóa.
Năm 1946, sau khi đỗ tú tài tại Trường Quốc học Huế, ông ra Hà Nội theo học Ngành Toán đại cương.  
Mùa Đông năm 1946, hưởng ứng lời kêu gọi Toàn quốc Kháng chiến của Hồ Chủ tịch, ông "xếp bút nghiên", xung phong vào lực lượng công binh, tham gia vào 60 ngày đêm chiến đấu bảo vệ Thủ đô. 
Năm 1947, Lê Văn Chiểu được cử làm thư ký cho ông Hoàng Đạo Thúy - Hiệu trưởng Trường Sĩ quan Lục quân. Về Cục Quân giới, ông được phân công về Phòng Xạ thuật (hay còn gọi Thuật phóng) của Nha Nghiên cứu Kỹ thuật - cơ quan nghiên cứu, chế tạo vũ khí, hàng quân dụng đầu tiên của Quân đội.
Cuối năm 1948, yêu cầu đặt ra là phải có súng lớn để xuyên phá được hệ thống công sự bê tông của Pháp, Nha Nghiên cứu Kỹ thuật triển khai nghiên cứu súng không giật SKZ 60. Ban nghiên cứu gồm 5 người do ông Nguyễn Trinh Tiếp - Trưởng phòng Xạ thuật - là trưởng ban, chủ trì đề tài. Lê Văn Chiểu được phân công phụ trách tiến hành các bước thử nghiệm và phụ trách sản xuất loạt "0" tức loạt súng thử nghiệm. Với những thành tích của mình, năm 1949, ông được kết nạp Đảng.
Năm 1951, Ông là một trong 21 người đầu tiên được cử đi du học sang Liên Xô. Ông học ở trường Đại học Kỹ thuật Quốc gia Moskva Bauman, Khoa Cơ khí Quốc phòng (nay là Khoa Chế tạo máy đặc biệt), chuyên ngành Vũ khí tự động trong năm năm rưỡi.
Năm 1957, Sau khi tốt nghiệp với bằng đỏ, về nước, ông được bổ nhiệm Phó Phòng Kỹ thuật thuộc Tổng cục Hậu cần (1957-1960), rồi Trưởng phòng Nghiên cứu Vũ khí – Viện Nghiên cứu Kỹ thuật Quân sự (1960-1966). 
Năm 1963, ông và các cộng sự bắt tay nghiên cứu loại mìn Cờ-lây-mo (mìn định hướng) mà quân đội Mỹ và quân đội Việt Nam Cộng Hòa hay dùng trên chiến trường. Ông cùng đồng nghiệp đã tính toán, chứng minh, xác định được lỗi in sai của công thức trong phần tóm tắt tổng kết công trình. Từ các cơ sở ấy, Lê Văn Chiểu đã xây dựng được lý luận tính toán thiết kế mìn phóng mảnh định hướng. Sau đó đã làm các mẫu thử với nhiều hình dạng và thử nghiệm cho kết quả tốt.
Năm 1966, ông được Bộ Quốc phòng và Bộ Đại học cử tham gia Ban Nghiên cứu lập đề án xây dựng Phân hiệu II Đại học Bách khoa với mục tiêu đào tạo kỹ sư quân sự trong nước.  
Từ ngày 28 tháng 10 năm 1966, bổ nhiệm giữ chức Phó Phân hiệu trưởng Phân hiệu II Đại học Bách khoa, và sau đó là Phó Hiệu trưởng Trường Đại học Kỹ thuật Quân sự phụ trách công tác đào tạo và nghiên cứu. Năm 1979, ông giữ chức vụ Phó tư lệnh Đặc khu Quảng Ninh. Năm 1981, ông giữ chức Phó chủ nhiệm Tổng cục Kỹ thuật. Năm 1988, ông giữ chức Phó chủ nhiệm Tổng cục Công nghiệp Quốc phòng. Năm 1995, ông nghỉ hưu.
Ông qua đời vào lúc 11:16 ngày 19 tháng 6 năm 2020 tại Bệnh viện Trung ương Quân đội 108, Hưởng thọ 94 tuổi.
Thiếu tướng (1984).

## Khen thưởng
- Huân chương Kháng chiến hạng Nhất
- Huân chương Quân công hạng Nhì
- Huân chương Chiến thắng hạng Nhì
- Huân chương Vì sự nghiệp Khoa học Công nghệ
- Giải thưởng Hồ Chí Minh (1997) vì đã tham gia nghiên cứu, chế tạo ra hai vũ khí nổi tiếng, đó là súng không giật SKZ (nằm trong giải thưởng cho nhóm tác giả chế tạo ra "Một số vũ khí đặc biệt trong kháng chiến chống Pháp như súng không giật SKZ và SS trong thời gian 1945-1954") và tên lửa A12 (nằm trong giải thưởng cho nhóm tác giả chế tạo ra "Một số vũ khí đặc biệt trong kháng chiến chống Mỹ: Như A12, DKB nối tầng, các loại vũ khí phá chướng ngại FR, thủy lôi APS trong thời gian 1960-1972").
- Giải thưởng Nhà nước về Khoa học và Công nghệ (2002) vì đã tham gia nghiên cứu, thiết kế, chế tạo các loại mìn, lựu đạn, thủ pháo và thiết bị điều khiển nổ có tính năng đặc biệt trong kháng chiến, với cương vị là cán bộ chủ trì và tham gia chính.